# NGC 233
NGC 233 é uma galáxia elíptica (E) localizada na direcção da constelação de Andromeda. Possui uma declinação de +30° 35' 13" e uma ascensão recta de 0 horas, 43 minutos e 36,5 segundos.
A galáxia NGC 233 foi descoberta em 11 de Setembro de 1784 por William Herschel.